# NGC 801
NGC 801 (другие обозначения — UGC 1550, MCG 6-5-79, ZWG 522.106, IRAS02007+3801, PGC 7847) — спиральная галактика (Sc) в созвездии Андромеда.
Этот объект входит в число перечисленных в оригинальной редакции «Нового общего каталога».
У четырёх других галактик (NGC 19, NGC 21, NGC 7831, NGC 7836) обнаруженных Льюисом Свифтом также 20 сентября 1885 года, имеется общее смещение определённых Свифтом координат от истинного положения объектов. Если принять идентичность NGC 801, как указано во многих каталогах, то позиция Свифта для неё равна -19" и -0,9'. Свифт также упоминает двойную звезду, близкую к этой галактике, однако обе звезды в этой системе имеют 17-ю звёздную величину, поэтому Свифт её видеть не мог. Это может быть галактика, принятая за двойную звезду.  Никакой другой галактики, кроме NGC 797, поблизости нет. 
Гийом Бигурдан заново открыл NGC 801, присвоил галактике номер 473 по Индекс-каталогу и занёс её в пятый список «новых туманностей». Однако он не был опубликован, поэтому NGC 801 теперь не числится в Индекс-каталоге.